# Йохан I фон Хайдек
Йохан I (II) фон Хайдек (на немски: Johann I (II) von Heydeck; † между 15 октомври и 26 ноември 1425 или 10 март 1426) от швабския благороднически род Хайдек, е господар на Хайдек в Бавария и кмет на Регенсбург.

## Произход
Той е единственият син на Фридрих II фон Хайдек († 9 май 1423), господар на Хайдек-Лихтенау, майор в Нюрнберг, и първата му съпруга принцеса Беатрикс фон Тек († сл. 22 юли 1422), дъщеря на херцог Фридрих III фон Тек († 28 септември 1390) и графиня Анна фон Хелфенщайн († 18 ноември 1392). Баща му е брат на Йохан II фон Хайдек († 3 юни 1429), епископ на Айхщет (1415 – 1429). Внук е на Фридрих I фон Хайдек († 1374) и втората му съпруга Аделхайд фон Хенеберг († 14 юни 1369). Правнук е на Готфрид III фон Арнсберг-Хайдек († 1331) и Кунигунда фон Дьорнберг († пр. 1292).
Баща му се жени след 22 юли 1422 г. втори път за графиня Вилбург фон Шварцбург († сл. 2 май 1426), дъщеря на граф Хайнрих XV фон Шварцбург-Лойтенберг († 1402) и Анна фон Плауен-Ройс († 1412).  Вилбург фон Шварцбург се омъжва втори път на 23 октомври 1424 г. за Хайнрих VII/VIII Ройс, фогт на Гера, Бургк-Райхенфелс († 1426, битка при Аусиг).
Йохан I (II) е брат на неомъжените Мария († сл. 1393) и Елизабет фон Хайдек († 2 февруари 1445).

## Фамилия
Първи брак: на 19 януари 1385 или 19 юни 1385 г. с графиня Анна фон Хенеберг-Шлойзинген († сл. 1409), дъщеря на граф Хайнрих XI фон Хенеберг-Шлойзинген († 1405) и маркграфиня Матилда фон Баден (1368 – 1425). Те нямат деца.
Втори брак: на 13 юни 1415 г. с Анна фон Лойхтенберг († 1415/1417), дъщеря на ландграф Йохан II фон Лойхтенберг († 1390/1394), фогт в Швабия, и графиня Кунигунда фон Шаунберг († 1424). Те имат един син:
- Конрад II фон Хайдек († ок. 1472), женен I. за Гута фон Хиршхорн († сл. 1437), II. на 5 април 1444 г. за Сибила фон Ортенбург († 1 януари 1475). Няма деца.

Трети брак: пр. 17/27 ноември 1417 г. с имперска графиня Агнес фон Валдбург († между 3/13 август 1454 и 10 януари 1460), дъщеря на трушсес Йохан II фон Валдбург († 1424) и третата му съпруга Елизабет фон Монфорт († сл. 1399) или четвъртата му съпруга Урсула фон Абенсберг († 1422). Те имат децата:
- Барбара фон Хайдек († сл. 1426), омъжена за фон Рехберг
- Йохан III фон Хайдек (II) († 22 април 1464), женен пр. 24 януари 1442 г. за Елизабет фон Зикинген (* пр. 1425; † сл. 1459)
- Фридрих фон Хайдек († сл. 1418), женен за Аделхайд фон Хенеберг

Вдовицата му Агнес фон Валдбург се омъжва втори път на 8 септември 1428 г. за граф Алрам IV фон Ортенберг-Дорфбах († 1460).